# Protaetia mirifica
Protaetia mirifica är en skalbaggsart som beskrevs av Étienne Mulsant 1842. Protaetia mirifica ingår i släktet Protaetia och familjen Cetoniidae. Utöver nominatformen finns också underarten P. m. koenigi.